# Campylopus euphorocladus
Campylopus euphorocladus là một loài rêu trong họ Dicranaceae. Loài này được Müll. Hal. Bosch & Sande Lac. mô tả khoa học đầu tiên năm 1858.